# Pierwszy rząd Helmuta Schmidta
Pierwszy rząd Helmuta Schmidta – koalicyjny gabinet SPD i FDP działający od 16 maja 1974 do 14 grudnia 1976.
| Funkcja                                                                   | Imię i nazwisko                                             | Partia |
| ------------------------------------------------------------------------- | ----------------------------------------------------------- | ------ |
| Bundeskanzler – Kanclerz Federalny                                        | Helmut Schmidt                                              | SPD    |
| Stellvertreter des Bundeskanzlers – Wicekanclerz Federalny                | Hans-Dietrich Genscher                                      | FDP    |
| Minister spraw zagranicznych                                              | Hans-Dietrich Genscher                                      | FDP    |
| Minister spraw wewnętrznych                                               | Werner Maihofer                                             | FDP    |
| Minister sprawiedliwości                                                  | Hans-Jochen Vogel                                           | SPD    |
| Minister finansów                                                         | Hans Apel                                                   | SPD    |
| Minister gospodarki i technologii                                         | Hans Friedrichs                                             | FDP    |
| Minister rolnictwa, polityki żywnościowej i ochrony konsumentów           | Josef Ertl                                                  | FDP    |
| Minister do spraw wewnątrzniemieckich                                     | Egon Franke                                                 | SPD    |
| Minister pracy i polityki społecznej                                      | Walter Arendt                                               | SPD    |
| Minister obrony                                                           | Georg Leber                                                 | SPD    |
| Minister ds. rodziny, starszych obywateli, kobiet i młodzieży             | Katharina Focke                                             | SPD    |
| Minister transportu i budownictwa                                         | Kurt Gscheidle                                              | SPD    |
| Minister poczty i telekomunikacji                                         | Kurt Gscheidle                                              | SPD    |
| Minister ds. zagospodarowania przestrzennego, budownictwa i rozwoju miast | Karl Ravens                                                 | SPD    |
| Minister ds. badań naukowych                                              | Hans Matthöfer                                              | SPD    |
| Minister edukacji i nauki                                                 | Helmut Rohde                                                | SPD    |
| Minister ds. współpracy gospodarczej i rozwoju                            | Erhard Eppler (do 8 lipca 1974) Egon Bahr (od 8 lipca 1974) | SPD    |